# Gnephosis
Gnephosis es un género de plantas con flores perteneciente a la familia de las asteráceas, al orden asterales y a la clase Magnoliopsida. Comprende 29 especies descritas y de estas, solo 17 aceptadas.

## Taxonomía
El género fue descrito por Alexandre Henri Gabriel de Cassini y publicado en Bull. Sci. Soc. Philom. Paris 1820: 43. 1820. La especie tipo es: Gnephosis tenuissima Cass.

## Especies
A continuación se brinda un listado de las especies del género Gnephosis aceptadas hasta agosto de 2012, ordenadas alfabéticamente. Para cada una se indica el nombre binomial seguido del autor, abreviado según las convenciones y usos.
- Gnephosis acicularis Benth.
- Gnephosis angianthoides (Steetz) Anderb.
- Gnephosis arachnoidea Turcz.
- Gnephosis brevifolia (A.Gray) Benth.
- Gnephosis cassiniana P.S.Short
- Gnephosis drummondii (A.Gray) P.S.Short
- Gnephosis eriocarpa (F.Muell.) Benth.
- Gnephosis eriocephala (A.Gray) Benth.
- Gnephosis gynotricha Diels
- Gnephosis intonsa S.Moore
- Gnephosis macrocephala Turcz.
- Gnephosis multiflora (P.S.Short) P.S.Short
- Gnephosis setifera P.S.Short
- Gnephosis tenuissima Cass.
- Gnephosis tridens (P.S.Short) P.S.Short
- Gnephosis trifida (P.S.Short) P.S.Short
- Gnephosis uniflora (Turcz.) P.S.Short